# Purpur-Knabenkraut
Das Purpur-Knabenkraut (Orchis purpurea) ist eine der größten heimischen Orchideen. Es gehört zur Gattung der Knabenkräuter (Orchis) und damit zur Familie der Orchidaceae.

## Pflanzenbeschreibung

### Habitus und Blätter

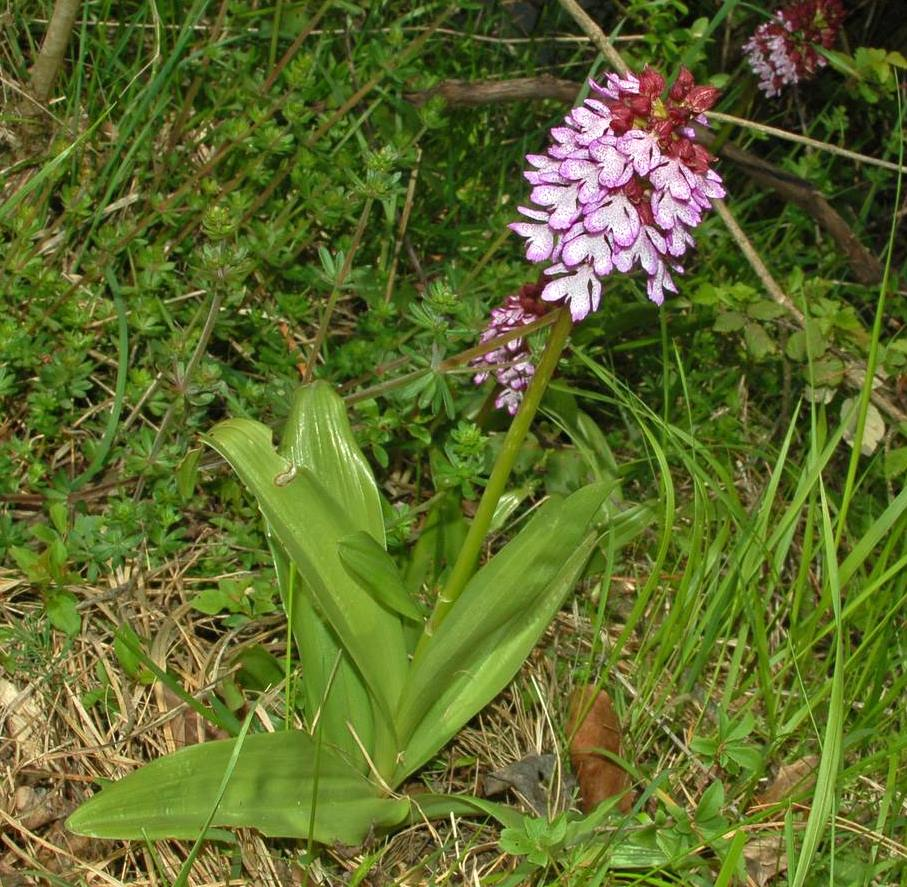
Habitus

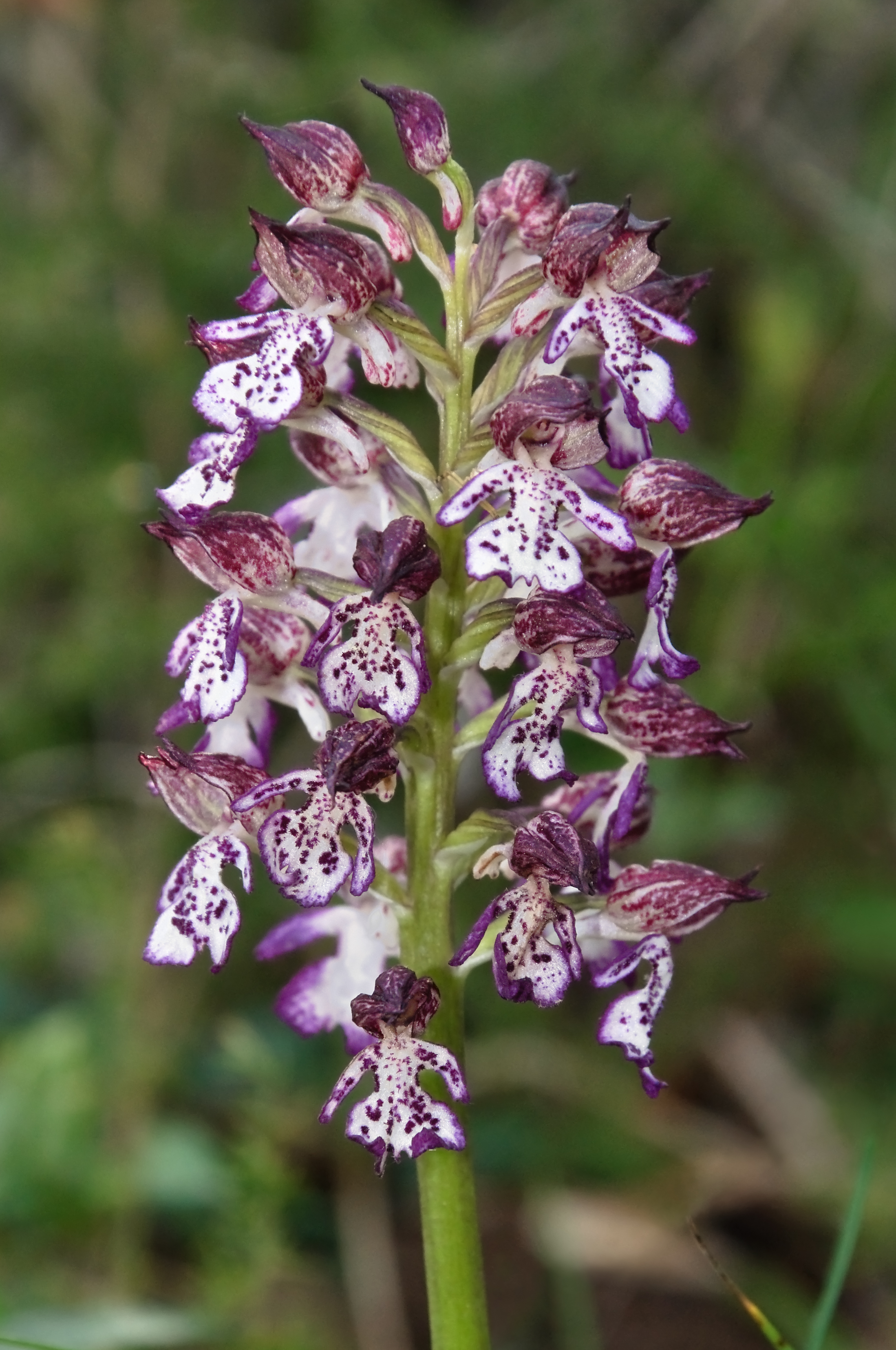
Purpur-Knabenkraut
(Orchis purpurea)
Blütenstand

Die ausdauernde krautige Pflanze erreicht Wuchshöhen von 25 bis 80 cm, teilweise auch darüber. Die drei bis sechs Laubblätter, die fast oder ganz am Boden anliegen, sind 17 bis 21 Zentimeter lang und 3,5 bis 7 Zentimeter breit. Die weiteren 1 bis 3 Stängelblätter umfassen den Stängel scheidig. Das oberste Stängelblatt ist 11 bis 20 Zentimeter lang und erreicht den Blütenstand nicht.

### Blütenstand und Blüten
Der dichte Blütenstand ist 10 bis 20 Zentimeter lang und enthält 20 bis 90 Blüten. Kelch- und Kronblätter helmförmig zusammengeneigt und bräunlichpurpurn gefärbt. Die Lippe ist dreilappig, 11 bis 17 Millimeter lang und 19 bis 24 Millimeter breit, weiß bis selten nahezu vollständig hell purpurn gefärbt. Die Punkte auf der Lippe bestehen aus kleinen Haarbüscheln. Der Mittellappen der Lippe ist zweiteilig und trägt in der Bucht oft einen kleinen Zahn. Der Fruchtknoten ist gedreht, 13 bis 17 Millimeter lang und 2 bis 2,5 Millimeter dick. Die mitteleuropäische Blütezeit des Purpur-Knabenkrauts beginnt gelegentlich schon Ende April, in der Regel aber ab Anfang Mai und endet Anfang Juni.
Die Chromosomenzahl beträgt 2n = 40 oder 42.

## Ökologie
Das Purpur-Knabenkraut ist extrem frostempfindlich.

## Vorkommen

### Standort
Das Purpur-Knabenkraut braucht kalk- oder zumindest basenreichen humushaltigen und lockeren Lehmboden in Gegenden mit warmem Klima.
Es besiedelt dort lichte Wälder und Gebüsche, die im Sommer trocken, im Winter aber gut durchfeuchtet sein sollten. Es kommt an seinen Standorten (z. B. in den mittel- und südwestlichen Wärmegebieten sowie im Schweizer Jura) gelegentlich in kleinen, individuenarmen und sehr lockeren Beständen vor. Es steigt im Gebirge meist kaum über 1000 m auf. Nach Baumann und Künkele hat die Art in den Alpenländern folgende Höhengrenzen: Deutschland 10–850 Meter, Frankreich 0–1790 Meter, Schweiz 200–800 Meter, Österreich 250–1150 Meter, Italien 2–2000 Meter, Slowenien 20–800 Meter. In Europa steigt sie bis 2000 Meter Meereshöhe auf.
Die ökologischen Zeigerwerte nach Landolt et al. 2010 sind in der Schweiz: Feuchtezahl F = 3w+ (mäßig feucht abrt stark wechselnd), Lichtzahl L = 3 (halbschattig), Reaktionszahl R = 4 (neutral bis basisch), Temperaturzahl T = 4+ (warm-kollin), Nährstoffzahl N = 3 (mäßig nährstoffarm bis mäßig nährstoffreich), Kontinentalitätszahl K = 2 (subozeanisch).
Es ist pflanzensoziologisch eine Charakterart der Ordnung Quercetalia pubescentis, kommt aber auch im Querco-Ulmetum, im Carici-Fagetum oder in Gesellschaften der Verbände Geranion sanguinei oder Mesobromion vor.

### Verbreitung
Europa (außer den kälteren Gebieten wie Skandinavien), Nordafrika, Kleinasien und Kaukasien.

## Taxonomie und Systematik
Das Purpur-Knabenkraut wurde 1762 von William Hudson in Flora Anglica S. 334 als Orchis purpurea erstbeschrieben. Ein Synonym ist Orchis militaris var. purpurea (Huds.) Huds.
Man kann drei Unterarten unterscheiden:
- Kaukasisches Knabenkraut (Orchis purpurea subsp. caucasica (Regel) B.Baumann, H.Baumann, R.Lorenz & Ruedi Peter): Es kommt in der nordöstlichen Türkei, in Abchasien, Georgien und in Aserbaidschan in Höhenlagen zwischen 0 und 1500 Metern vor.[5]
- Lokis Knabenkraut (Orchis purpurea subsp. lokiana (H.Baumann) H.Baumann & R.Lorenz, Syn.: Orchis lokiana H.Baumann): Es kommt in lichten Wäldern, in Waldsäumen, in Garriguen auf mäßig trockenen bis wechselfeuchten, basenreichen Böden im nordöstlichen Algerien in Höhenlagen zwischen 900 und 1600 Metern Meereshöhe vor.[5] Benannt ist die Unterart zu Ehren von Hannelore Schmidt (1919–2010) genannt Loki, die Frau des deutschen Bundeskanzlers Helmut Schmidt.
- Orchis purpurea subsp. purpurea: Diese Unterart kommt in Europa nördlich bis Südengland und Dänemark, südlich bis Südspanien, das nordöstliche Sizilien, den Peloponnes und die südliche Türkei und östlich bis in die mittlere Türkei, die Krim und Bolsoy vor. Sie wächst in Höhenlagen zwischen 0 und 2000 Metern Meereshöhe.[5] Sie hat in Europa Vorkommen in Spanien, Frankreich, Großbritannien, Irland, Belgien, den Niederlanden, Deutschland, Dänemark, Italien, der Schweiz, Österreich, Polen, in früheren Jugoslawien und in der früheren Tschechoslowakei, Ungarn, Rumänien, Ukraine, Albanien, Bulgarien, Griechenland und der Türkei.[4]

### Hybriden

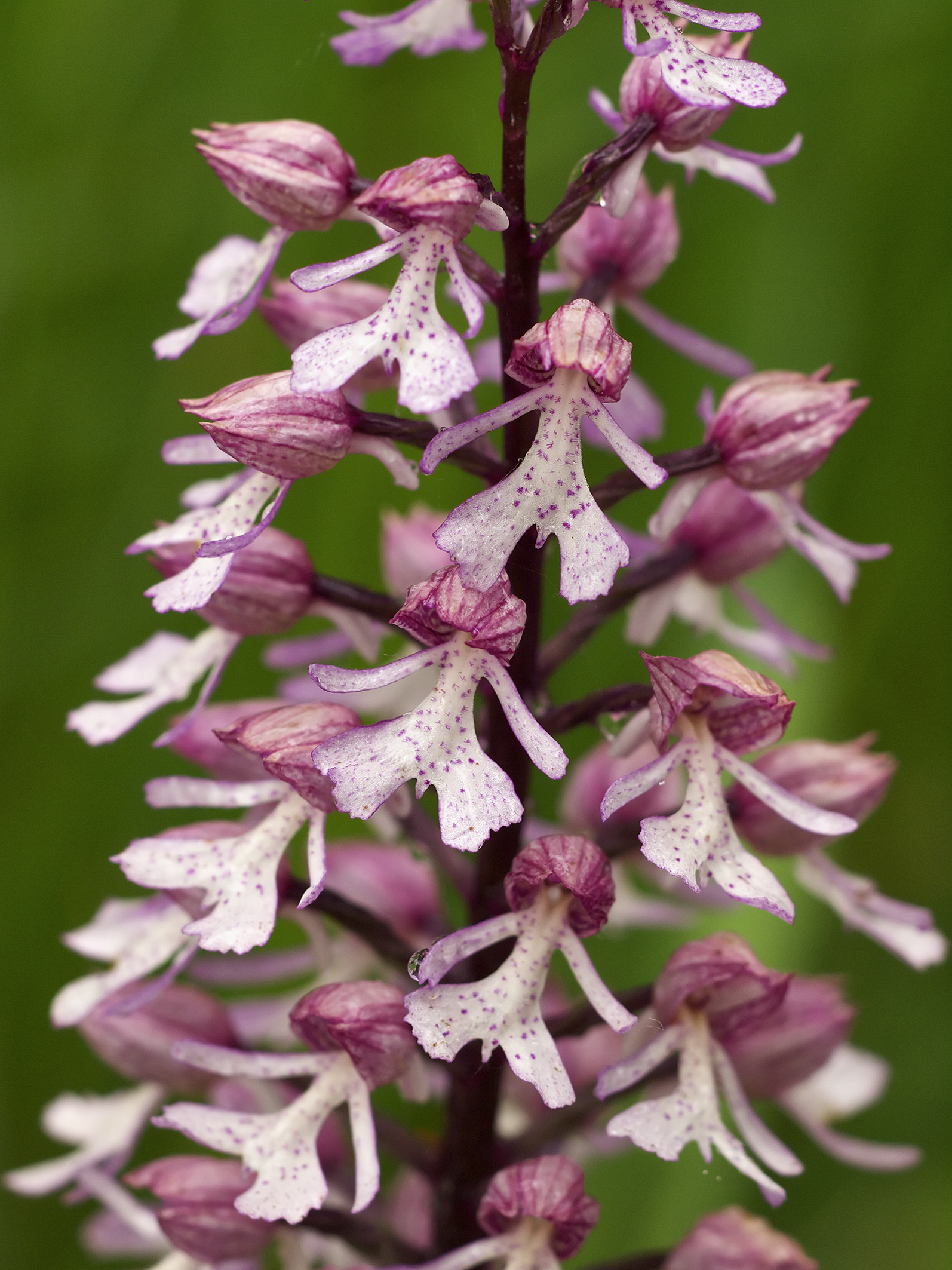
Orchis × hybrida

Hybriden werden vor allem gebildet mit dem
- Helm-Knabenkraut (Orchis militaris) => Orchis × hybrida (Lindl.) Boenn. ex Rchb. 1830

Diese Pflanzen sind in der Regel deutlich größer und kräftiger als die Elternarten.
- Affen-Knabenkraut (Orchis simia) => Orchis × angusticruris Franch. 1876

und dem
- Ohnhorn (Aceras anthropophorum) => ×Orchiaceras melsheimeri Rouy 1912

### Gefährdung und Naturschutz
Das Purpur-Knabenkraut ist gefährdet. Um auf die besondere Schutzwürdigkeit dieser seltenen Art hinzuweisen, wurde das Purpur-Knabenkraut von den Arbeitskreisen Heimische Orchideen (AHO) zur Orchidee des Jahres 2013 gewählt. Die Art ist in Deutschland durch die BArtSchV besonders geschützt.

## Weitere Bilder

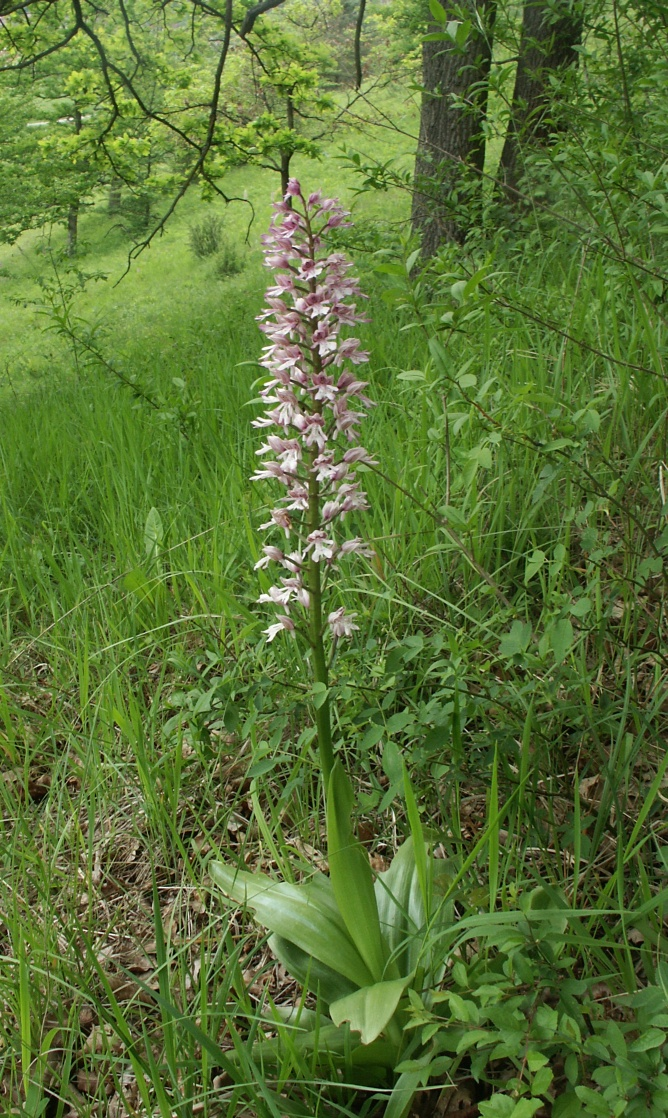
Orchis × hybrida
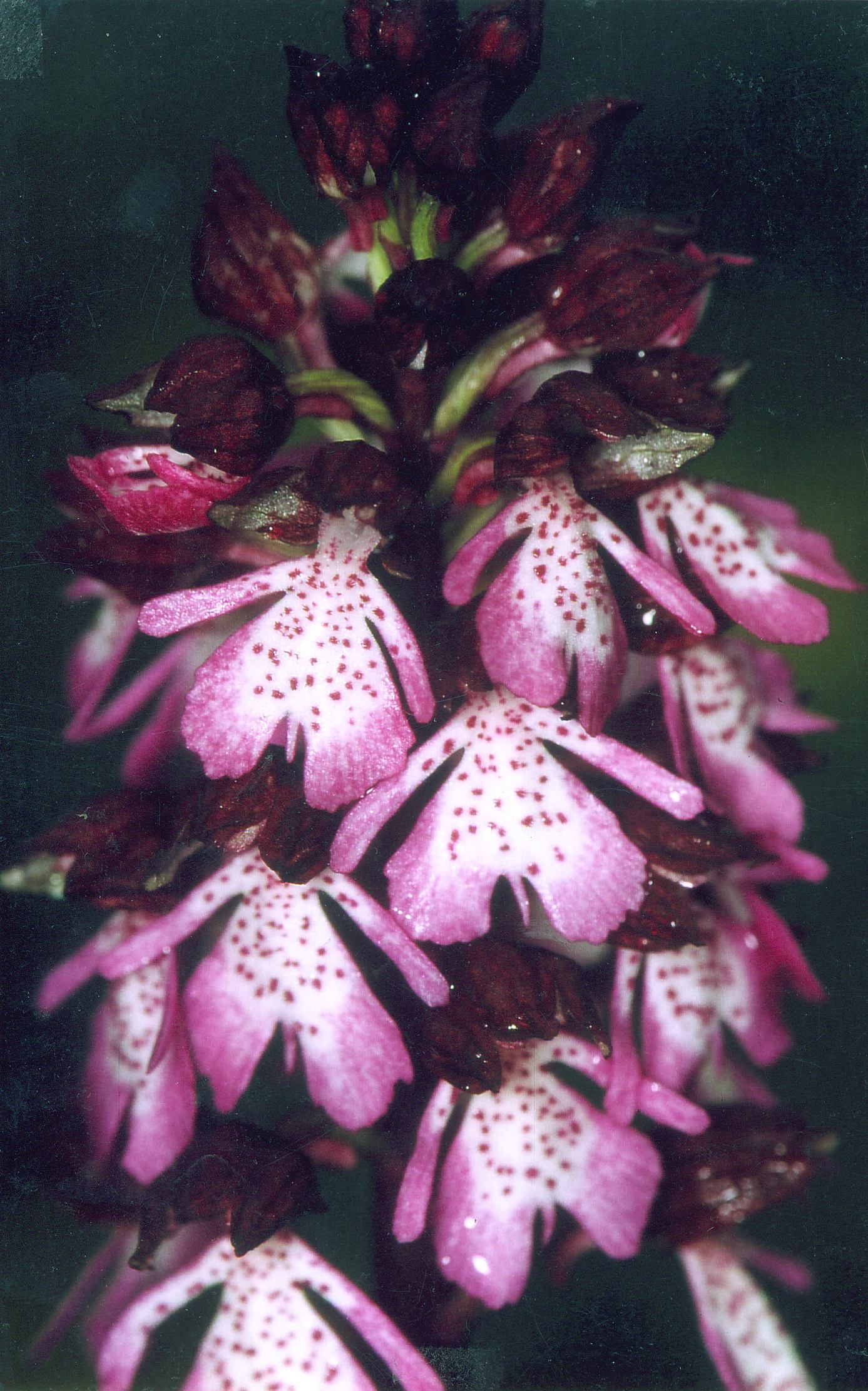
Orchis purpurea im Orjen, Montenegro
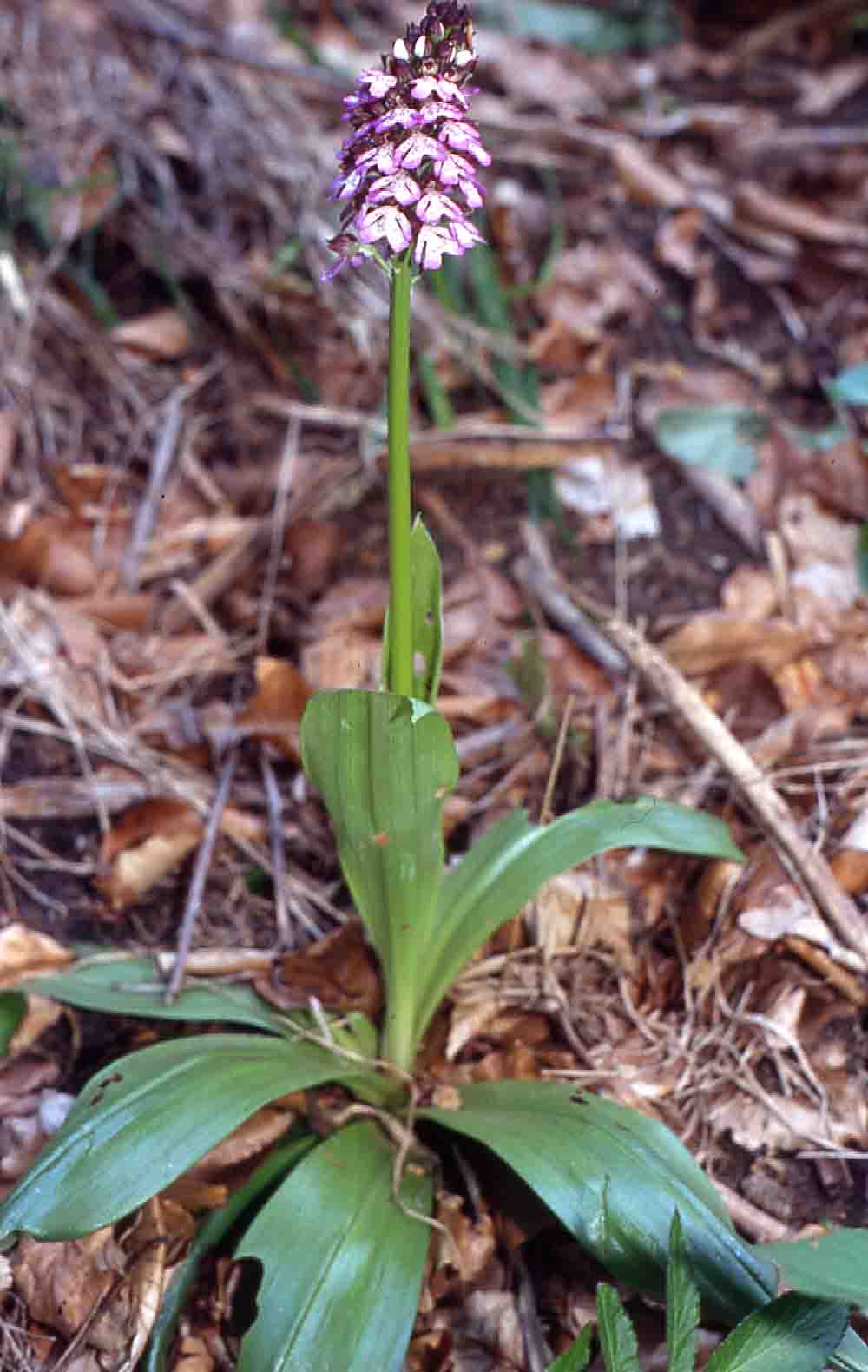
Orchis purpurea bei Leinburg, Mittelfranken (Ornatentonstufe)
Orchis purpurea bei Leinburg, Mittelfranken
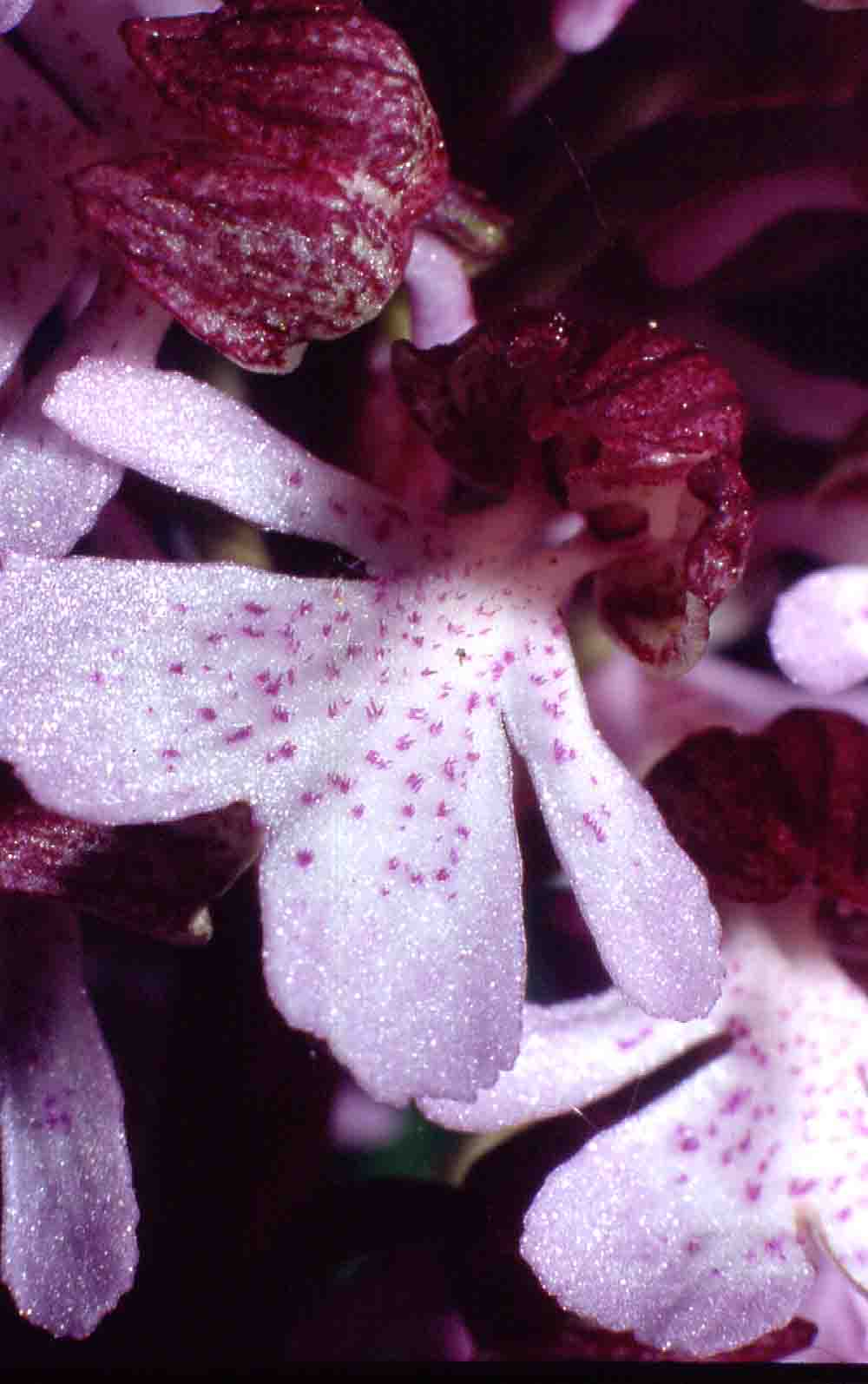
Einzelblüte Orchis purpurea
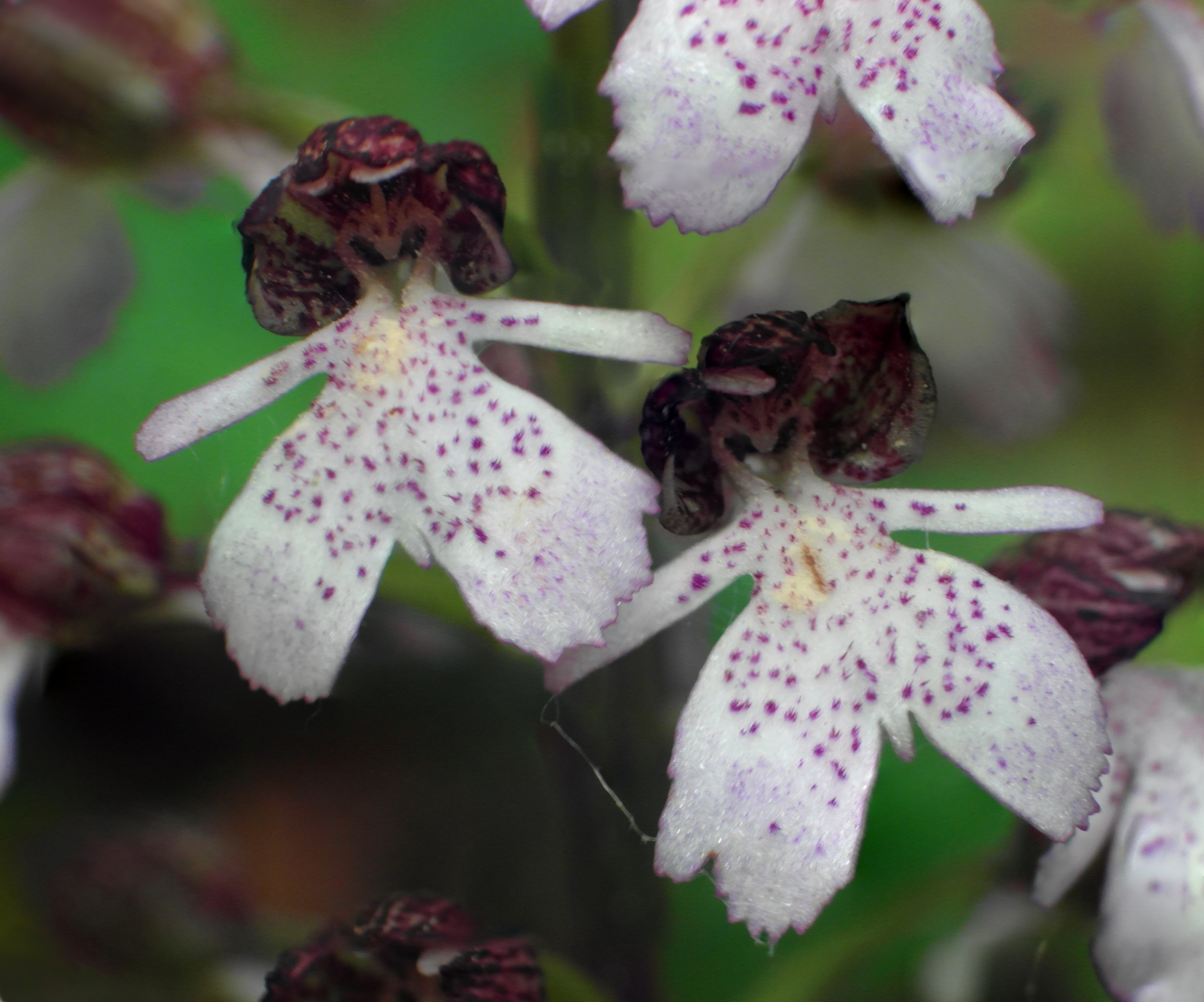
Orchis purpurea am Blassenberg (Großkochberg)
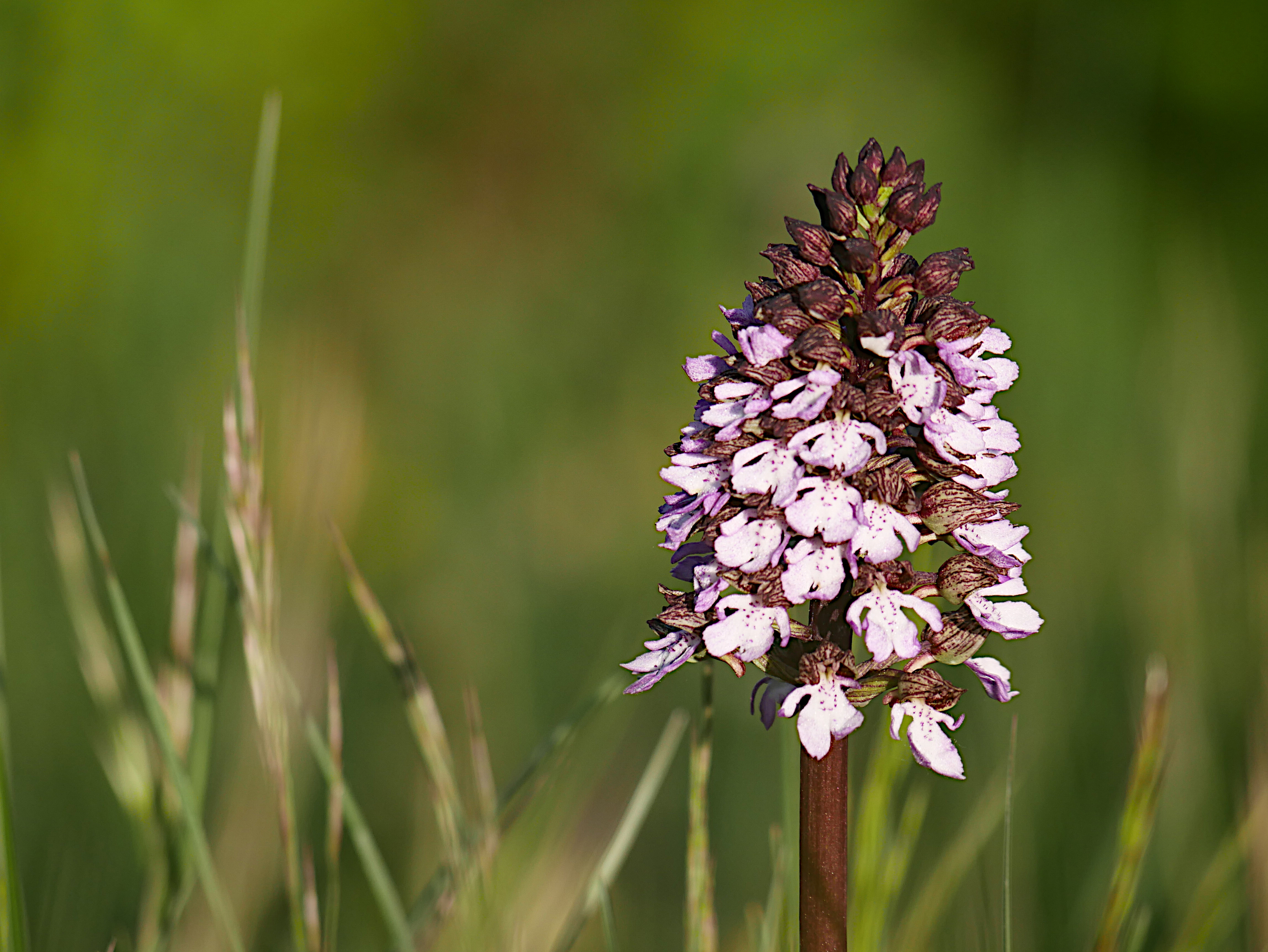
Purpur-Knabenkraut im Naturschutzgebiet Perfeist
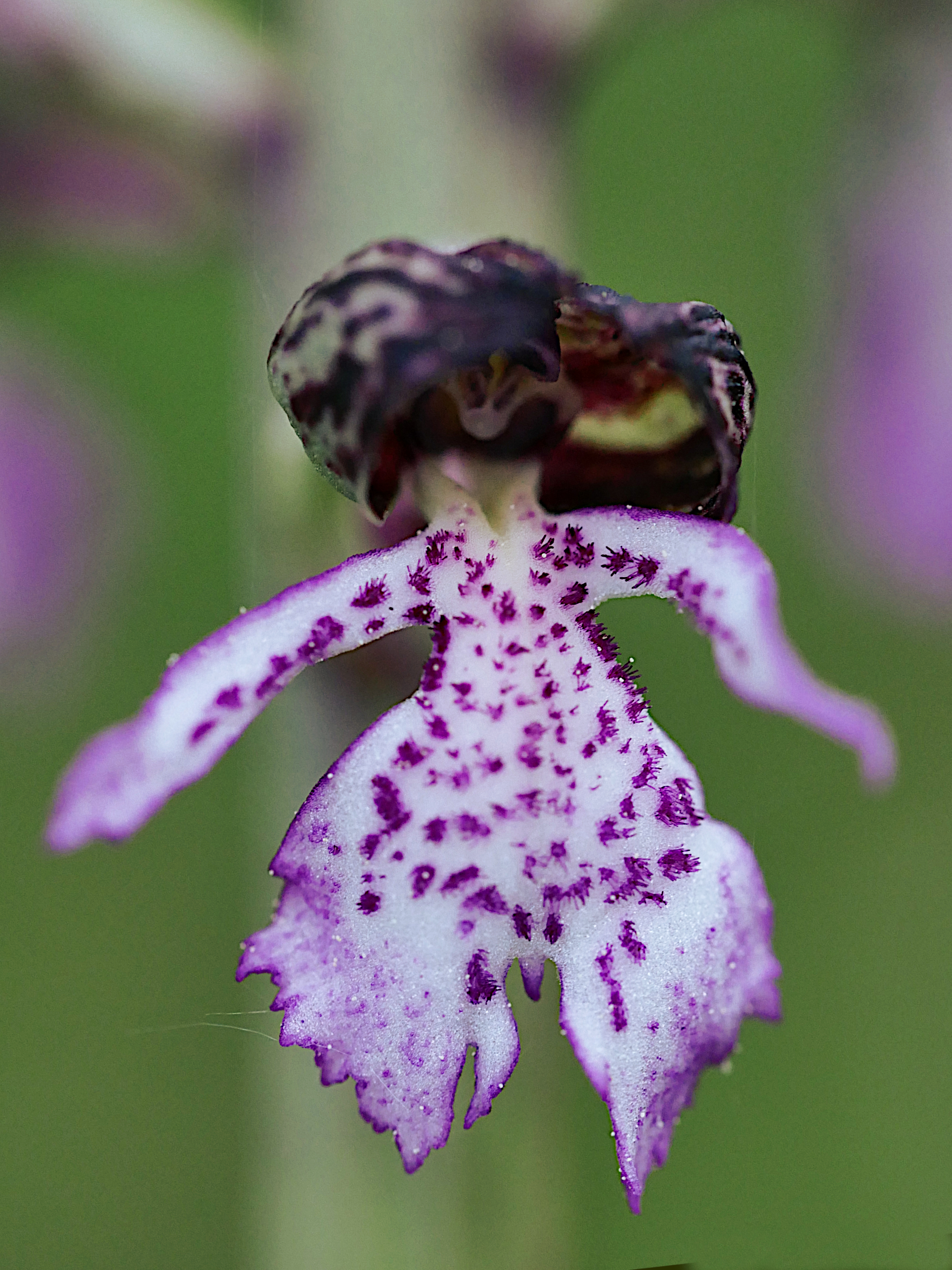
Blüte des Purpur-Knabenkrauts im Naturschutzgebiet Perfeist